# Рейд на Унадиллу и Онакуагу
Рейд на Унадиллу и Онакуагу (англ. Raid on Unadilla and Onaquaga) — военная операция сил Континентальной армии и ополчения Нью-Йорка против ирокезских поселений Унадилла и Онакуага. В начале октября 1778 года более 260 человек под командованием полковника Уильяма Батлера напали на два поспешно покинутых индейских поселения и разрушили их, забрав или уничтожив всё продовольствие.
Рейд был проведён в отместку за серию набегов ирокезов и рейнджеров Джона Батлера на приграничные американские поселения весной и летом 1778 года. 

## Предыстория
Когда началась Американская революция, конфедерация ирокезов не желала принимать участие в ней и попыталась сохранить нейтралитет. В 1776 году онайда и тускарора выступили на стороне патриотов. Конгрегационалистский священник Сэмюэл Киркленд, служивший миссионером среди этих племён, смог убедить их ввязаться в войну. Остальные четыре племени — мохоки, сенека, кайюга и онондага — остались сторонниками Короны. Объединившись с лоялистами, пробританские ирокезы стали совершать разрушительные рейды на земли Нью-Йорка и Пенсильвании.
После поражения британской армии в Битве при Саратоге в октябре 1777 года, война за независимость США в северной и западной частях провинции Нью-Йорк превратилась в серию взаимных рейдов и небольших стычек. Долина реки Мохок стала особой мишенью для ирокезов и лоялистов, поскольку она являлась одной из богатейших житниц британских колоний в Северной Америке, к тому же, местные фермеры активно снабжали провизией Континентальную армию. Не сумев завладеть этой землёй, британское командование решило лишить своего противника хорошей продовольственной базы и уничтожить поселения в долине.
В феврале 1778 года вождь мохоков Джозеф Брант основал оперативные базы в Унадилле и Онакуаге, двух ирокезских поселениях на берегах верхнего течения реки Саскуэханна. Первоначально деревни пытались не участвовать в конфликте, но прибытие пробританских мохоков исключило любую возможность нейтралитета. Брант начал собирать отряд для рейдов на американские поселения. Вскоре у него было более 200 бойцов, готовых к войне.
Целью Бранта стали поселения в долине Мохок. 30 мая он нанёс удар по Коблскиллу, полностью разграбив и уничтожив его. Всего американцы потеряли в этом сражении 22 солдата и ополченца, восемь человек были ранены и пятеро попали в плен. В июле Брант совершил набеги на Спрингфилд и Эндрюстаун. В этих поселениях лоялисты и ирокезы также сожгли дома и хозяйственные постройки и убили нескольких мужчин. 17 сентября Брант и капитан рейнджеров Уильям Колдуэлл со своими людьми напали на Джерман-Флэтс. Были разрушены и сожжены 63 дома, 57 амбаров, 3 мельницы и одна лесопилка. Покидая уничтоженное поселение, ирокезы и лоялисты забрали с собой 235 лошадей, 229 голов крупного рогатого скота и 269 овец.

## Экспедиция Батлера
Губернатор Нью-Йорка Джордж Клинтон и бригадный генерал ополчения Эйбрахам Тен Брок рассматривали возможность проведения операций против основных баз ирокезов и лоялистов. Разрушение и разорение Коблскилла, Спрингфилда, Джерман-Флэтс и других поселений привело к настойчивым призывам к возмездию. Клинтон обратился за помощью к Джорджу Вашингтону и тот приказал полковнику Уильяму Батлеру разрушить ирокезские деревни, служившие базами для людей Бранта. 20 сентября Батлер отправил четверых разведчиков для изучения обстановки в двух поселениях. По возвращении они сообщили, что население Унадиллы составляло примерно 300 человек, а Онакуаги — около 400.
2 октября Батлер выступил из долины Скохари с 214 солдатами и 53 нью-йоркскими ополченцами и направился к ирокезским деревням. 7 октября американцы достигли Унадиллы, которую нашли покинутой. Захваченный в плен лоялист сообщил Батлеру, что жители сбежали в Онакуагу, до которой американцы добрались через два дня. В деревне было 40 хорошо построенных бревенчатых домов с черепичными крышами, стеклянными окнами, каменными каминами и деревянными полами. Американцы сожгли дома по обе стороны реки и уничтожили запасы сушёной кукурузы, прежде чем уйти. Во время обратного марша к Унадилле Батлер послал небольшие отряды, чтобы разрушить несколько других небольших ирокезских деревень. 10 октября американцы вернулись в Унадиллу и сожгли её, а затем начали возвращаться в Скохари.
После шестнадцатидневного отсутствия экспедиция Батлера достигла Скохари с 49 захваченными лошадьми и 52 головами крупного рогатого скота. В своём отчёте полковник сообщил об уничтожении 4000 бушелей зерна и большого количества домашней птицы и овощей в ирокезских деревнях.

## Последствия
Индейцы покинули Онакуагу всего за день до прибытия американских солдат и ополченцев. Пока Батлер разрушал ирокезские деревни, Брант и его люди совершили рейды на приграничные поселения в верховьях реки Делавэр. Уничтожение Унадиллы и Онакуаги побудило ирокезов к отмщению. Во время нападения на Черри-Валли 11 ноября сенека и мохоки убили 32 мирных жителей поселения.
Резня в Черри-Валли мотивировала Джорджа Вашингтона и Континентальный конгресс нанести удар в центр земель ирокезов. В 1779 году Вашингтон поручил генералу Джону Салливану возглавить крупномасштабную военную операцию против ирокезов. В общей сложности Континентальная армия сожгла 32 индейские деревни, не считая небольших изолированных поселений, а также уничтожила тысячи фруктовых деревьев, 160 000 бушелей кукурузы и бесчисленное количество тыквы, фасоли и картофеля. Экспедиция Салливана нанесла ирокезам огромный ущерб и изгнала большинство пробританских индейцев со своих земель. Несмотря на успех кампании Салливана, ирокезы не были готовы к миру и на следующий год продолжили набеги на поселения американцев.